# Stephen Carrière
Pour les articles homonymes, voir Carrière.
Stephen Carrière, né le 14 décembre 1972 à Niamey, est un éditeur, écrivain et traducteur français.

## Biographie
De 1993 à 2003, Stephen Carrière est le cofondateur et directeur éditorial d'Arxel Tribe, une société franco-italo-slovène d’édition, de production et de développements de produits multimédia (en association avec Guillaume de Fondaumière, Matjaz Pozlep et Diego Zanco).
En 2004, il rejoint les éditions Anne Carrière, et en devient le président en 2009, après que la société s’est trouvée en redressement judiciaire. Il développe alors une nouvelle forme de collectif d'éditeurs indépendants, dont la formule est « Ensemble pour mieux publier ». La réunion des éditeurs se compose de La Belle Colère (avec Dominique Bordes, éditeur de Monsieur Toussaint Louverture), les Éditions Plein Jour, Le Nouvel Attila, Aux Forges de Vulcain, les éditions Emmanuelle Collas et La Ville brûle. 
En 2020, les éditions Anne Carrière créent Anne Carrière Univers, une ligne éditoriale imaginaire jeunesse et adulte. 
Stephen Carrière est notamment l'éditeur de Chimamanda Ngozi Adichie, Robert Goolrick, Katharina Hagena, Philippe Cavalier, Yannick Grannec, Éric Marchal, Maud Mayeras ou Erich Kästner.

### Famille
Il est le fils des éditeurs Anne Carrière et Alain Carrière et petit-fils de Robert Laffont.

## Œuvres

### Romans
- Une vieille querelle, Albin Michel, 2004  (ISBN 978-2-226-15098-1) ; rééd. Le Livre de poche (numéro 30632), 2006  (ISBN 978-2-253-11762-9)
- Comme des héros sans guerre, Albin Michel, 2006  (ISBN 978-2-226-16999-0) ; rééd. Le Livre de poche (numéro 30850), 2007  (ISBN 978-2-253-12135-0)
- L'Enchanteur, Pocket Jeunesse, 2019  (ISBN 978-2-266-29011-1)
- Maintenant, Éditions Phébus, 2024  (ISBN 978-2-752-91383-8)

#### Collaboration
- Chékéba Hachemi, L'Insolente de Kaboul, Éditions Anne Carrière, 2011  (ISBN 978-2-84337-570-5) ; rééd. coll. « Points » (numéro 2913), 2012  (ISBN 978-2-7578-2876-2)
- Collectif, Paroles d'internes. Témoignages recueillis du 17 mars au 25 avril 2020, Éditions Anne Carrière, 2020  (ISBN 978-2-8433-7995-6)

### Traductions
- Dr. Seuss, Le Chat chapeauté, Éditions Le Nouvel Attila, 2016  (ISBN 978-2-37100-019-3)
- Dr. Seuss, Comment le Grinch a volé Noël, Éditions Le Nouvel Attila, 2016  (ISBN 978-2-37100-020-9)
- Dr. Seuss, Un poisson, deux poissons, un poisson rouge, un poisson bleu, Éditions Le Nouvel Attila, 2016  (ISBN 978-2-37100-021-6)
- Dr. Seuss, Le Lorax, Éditions Le Nouvel Attila, 2017  (ISBN 978-2-37100-056-8)
- Dr. Seuss, Les Œufs verts au jambon, Éditions Le Nouvel Attila, 2017  (ISBN 978-2-37100-047-6)
- Dr. Seuss, Horton entend un chou, Éditions Le Nouvel Attila, 2017  (ISBN 978-2-37100-022-3)
- Dr. Seuss, On cherche un bon copain, Éditions Le Nouvel Attila, 2017  (ISBN 978-2-37100-057-5)